# Тутхор
Тутхор (тадж. Тутхор) — сельский населённый пункт (тадж. деҳа) в Нурабадском районе Республики Таджикистан. Административно относится к сельской общине Мехробод (бывший Комсомолабад, Пумбачи).
Расстояние от села до центра района (пгт Дарбанд) — 20 км, до центра общины (село Мехробод) — 2 км.
Население — 559 человек (2017 г.), таджики.